# Lijst van beelden in Den Haag-Zuid
Dit is een (onvolledige) chronologische lijst van beelden in Den Haag-Zuid. Onder een beeld wordt hier verstaan elk driedimensionaal kunstwerk in de openbare ruimte van de Nederlandse gemeente Den Haag, waarbij beeld wordt gebruikt als verzamelbegrip voor sculpturen, standbeelden, installaties, gedenktekens en overige beeldhouwwerken.

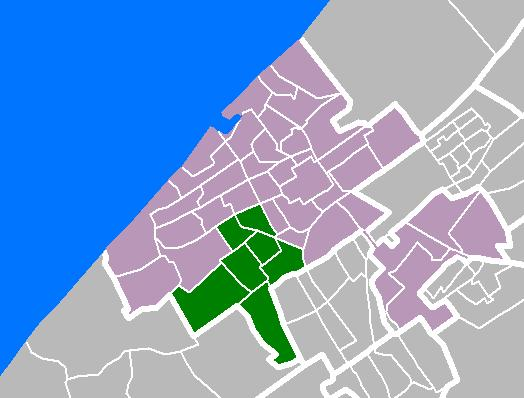

In deze lijst zijn niet de beelden opgenomen van de Beeldengalerij P. Struycken, de beeldenroute in het centrum van Den Haag. Verder wordt jaarlijks door Den Haag Sculptuur een beeldententoonstelling op het Lange Voorhout georganiseerd, ook deze tentoonstelling is niet opgenomen in deze lijst.
Den Haag-Zuid bestaat uit het stadsdeel Escamp. Het wordt begrensd door de Troelstrakade en de De La Reyweg in het oosten, de stadsgrenzen van Den Haag in het zuiden en westen, en de Meppelweg, Leyweg en Loosduinse weg in het noorden.
Voor een volledig overzicht van de beschikbare afbeeldingen zie: Beelden in Den Haag-Zuid op Wikimedia Commons.
| Titel                                      | Kunstenaar                      | Straat                                                | Jaar            | Materiaal        | Afbeelding |
| ------------------------------------------ | ------------------------------- | ----------------------------------------------------- | --------------- | ---------------- | ---------- |
| Ot en Sien                                 | Frits van Hall                  | Zuiderpark/Marie Jungiusweg                           | 1930            |                  |            |
| Kat                                        | Gra Rueb                        | Zuiderpark/Marie Jungiusweg                           | 1939            |                  |            |
| Dolfijn                                    | Johan Coenraad Altorf           | Zuiderpark/Drooglever Fortuinweg                      | 1940            |                  |            |
| Vrouw                                      | Gra Rueb                        | Zuiderpark                                            | 1941            |                  |            |
| Fluitspeler (Orpheus in de dessa)          | Lidi van Mourik Broekman        | Zuiderpark                                            | 1942            |                  |            |
| Vrouw en man                               | Corinne Franzén-Heslenfeld      | Zuiderpark/Veluweplein                                | 1945            |                  |            |
| Ruiter (meestal 'Paard en ruiter' genoemd) | Marino Marini                   | Marinipark                                            | 1959            |                  |            |
| Meisje met mandje                          | Adri Blok                       | Leyweg                                                | 1960            |                  |            |
| Zon                                        | Aart van den IJssel             | Zuiderpark                                            | 1961            |                  |            |
| Vrouw met parasol                          | Theo van der Nahmer             | Schrijnwerkersgaarde                                  | 1961            |                  |            |
| Meisje met vlieger                         | Theo van der Nahmer             | Ambachtsgaarde                                        | 1962            |                  |            |
| Vreugde                                    | Robert Pleysier                 | Melis Stokelaan/Vrederustlaan                         | 1962            |                  |            |
| Vlucht                                     | Jan Snoeck                      | Lozerlaan                                             | 1962            |                  |            |
| Meisje op bank                             | Rudi Rooijackers                | Loevesteinlaan                                        | 1963            |                  |            |
| Totempaal                                  | Henk Oostenbrink                | Pachtersdreef                                         | 1964            |                  |            |
| Vrouw en man                               | Bram Roth                       | Zuiderpark                                            | 1964            |                  |            |
| Acht koppen                                | Jan Snoeck                      | De Rade 8-152 en Wezelrade 186-194                    | 1963 en 1964    | aluminium, beton |            |
| Twee vrouwen en kind op bank               | Bram Roth                       | Eeldeplantsoen                                        | 1965            |                  |            |
| Tiener                                     | Jos van Riemsdijk               | Steenzicht                                            | 1966            |                  |            |
| Spectre                                    | Jan Snoeck                      | Loevesteinlaan                                        | 1966            |                  |            |
| Compositie                                 | Rudi Rooijackers                | Meppelweg                                             | 1966            |                  |            |
| Worstelaars                                | Rudi Rooijackers                | Steenwijklaan                                         | 1966            |                  |            |
| Ornitopus                                  | Lotti van der Gaag              | Drenteplantsoen                                       | 1966            | brons            |            |
| Driedelig plastiek                         | Eric Boot                       | Zuiderpark                                            | 1970            |                  |            |
| Man                                        | Jan Snoeck                      | Zuiderpark                                            | 1971            |                  |            |
| zonder titel                               | Jan Goeting                     | Zuiderpark                                            | 1972            |                  |            |
| L'Homme                                    | Lon Pennock                     | Leyweg                                                | 1973            |                  |            |
| Object                                     | Willem Hussem                   | Leyweg                                                | 1973            |                  |            |
| Groep van zeven paarden                    | Kees de Kruijff                 | De Stede                                              | 1975            |                  |            |
| Meermin                                    | Robert Pleysier                 | Vijverzicht                                           | 1976            |                  |            |
| Puinbal                                    | Donald Duk                      | Wijndaelerduin                                        | 1976            |                  |            |
| Rode loper                                 | - Groep kunstenaars             | Escamplaan                                            | 1977            |                  |            |
| Object                                     | Peter ten Hoorn                 | Dedemsvaartweg                                        | 1978            |                  |            |
| Schoven I                                  | Rein Draijer                    | Ambachtsgaarde                                        | 1979            |                  |            |
| Vier zuilen                                | Els de Groot                    | Aagje Dekenlaan                                       | 1980            |                  |            |
| Object                                     | Wil Verhey                      | Escamplaan                                            | 1980            |                  |            |
| De drie zuilen                             | Phil van der Klundert           | Middachtenweg                                         | 1981            |                  |            |
| Ritme                                      | Phil van der Klundert           | Twickelstraat                                         | 1981            |                  |            |
| Variant op ring I                          | Hans Kleyweg                    | Melis Stokezijde                                      | 1981            |                  |            |
| Draaiing                                   | Paul de Regt                    | De la Reyweg                                          | 1981            |                  |            |
| Variant op ring II                         | Hans Kleyweg                    | Erasmusweg                                            | 1981            |                  |            |
| Verschuivende piramide                     | Cees Langendorff                | Lozerlaan/Melis Stokerlaan                            | 1981            |                  |            |
| Meisje op skippy bal                       | Peter van der Meer              | Heeswijkplein                                         | 1983            |                  |            |
| Object                                     | Joop Pellinkhof                 | Westhovenplein                                        | 1983            |                  |            |
| Meisje met dwarsfluit                      | Robert Pleysier                 | Larenselaan                                           | 1983            |                  |            |
| Ram                                        | Peter Kortekaas                 | Zuiderpark/Anna Polakweg                              | 1983            |                  |            |
| Vier vogels op een tak                     | Armand van der Helm             | Zuiderpark/Anna Polakweg                              |                 |                  |            |
| Voetbalkeeper                              | Peter Kortekaas                 | Voorthuizenstraat                                     | 1983            |                  |            |
| Liggende vrouw                             | Bram Roth                       | Zuiderpark                                            | 1984            |                  |            |
| Vrouwtje met appel                         | Dick Loef                       | Esmoreitplein                                         | 1984            |                  |            |
| Flora                                      | Marian Gobius                   | Zuiderpark                                            | 1985            |                  |            |
| Reliëf                                     | Bram Roth                       | Zuiderpark                                            | 1988            |                  |            |
| Reliëf mensen, planten en vogels           | Theo van der Nahmer             | Zuiderpark                                            | vóór of in 2005 |                  |            |
| John Wayne                                 | Q.S. Serafijn                   | Laan van Wateringse Veld nabij nr. 804                | 2010            | aluminium        |            |
| Resetting                                  | Toby Patterson en Jac van Rhijn | hoek Loevesteinlaan/Melis Stokelaan in het Zuiderpark | 2013            |                  |            |
| onbekend                                   | onbekend                        | Zuiderpark                                            |                 |                  |            |
| onbekend                                   | onbekend                        | Zuiderpark                                            |                 |                  |            |
| zonder titel                               | Huub Hierck                     | Zuiderpark                                            |                 |                  |            |
| onbekend                                   | onbekend                        | Zuiderpark                                            |                 |                  |            |
| Some other spring                          | Jaroslawa Dankowa               | Kastanjestraat                                        |                 |                  |            |
| Vader met Kind                             | Kees Timmer                     | voorheen Guntersteinweg, nu Aagje Dekenlaan           |                 |                  |            |
| Beren                                      | Armand van der Helm             | Guntersteinweg                                        |                 |                  |            |
| Een meisje met poes                        | onbekend                        | Beresteinlaan                                         | onbekend        |                  |            |
| Memorial Drooglever Fortuin                | onbekend                        | Zuiderpark/Drooglever Fortuinweg                      |                 |                  |            |
| Gevelbekroning                             | S. Severijn                     | Zwaardvegersgaarde                                    |                 |                  |            |
| Mechanisch insect                          | Aart van den IJssel             | Zwaardvegersgaarde                                    |                 |                  |            |